# Passage des Épinettes
Le passage des Épinettes est une voie du 14e arrondissement de Paris, en France.

## Situation et accès
Le passage des Épinettes est situé dans le 14e arrondissement de Paris. Il débute au 76, boulevard du Montparnasse et se termine en impasse.
Il ne faut pas confondre cette voie avec la rue des Épinettes et la villa des Épinettes, situées toutes deux dans le 17e arrondissement de Paris.

## Origine du nom
Elle porte le nom d'un ancien lieu-dit.

## Historique
Jusqu'en 1873, cette voie s'appelait « passage Jacob », du nom d'un propriétaire, date à laquelle elle prend sa dénomination actuelle. 

## Bâtiments remarquables et lieux de mémoire
- Au no  3 de la rue d'Odessa s'ouvrait la cité Saint-François-d'Assise qui, par le chemin des Charrières correspondait avec le passage des Épinettes par lequel on débouchait au 76, du boulevard du Montparnasse[1].